# قوم کوتوکو
قوم کوتوکو (انگلیسی: Kotoko people) یک گروه قومی چادی‌تبار است که در شمال کامرون، چاد و نیجریه جای دارد. برای این قوم نام‌های دیگری چون «ماکاری، مسر، موریا و بارا» نیز استفاده می‌شود.
جمعیت کوتوکو تقریباً از ۹۰٬۰۰۰ نفر تشکیل شده‌است که اکثریت آنها در کامرون زندگی می‌کنند. کوتوکو بخشی از گروه اقوام چادی هستند. زبان مادری این قوم لاگوان نام دارد. بیشتر کوتوکوها مسلمان سنی هستند، اما برخی از آنها به سایر فرقه‌های اسلامی تعلق دارند. فقط اندکی بیش از ۱۰٪ از جمعیت این قوم مسیحی‌اند.
کوتوکوها به ماهیگیری (با کمک قایق‌های دراز خود) و کشاورزی مشغول‌اند. ماهی‌هایی که صید می‌کنند متعاقباً دود داده یا خشک می‌شوند و سپس در بازارهای محلی فروخته می‌شوند. خانواده‌های ثروتمندتر نیز گاو پرورش می‌دهند.

## پیشینه
افراد این قوم در قدیم پادشاهی کوتوکو را در سال ۱۵۰۰ م بنیاد کردند. کوتوکوها نوادگان تمدن سائو به حساب می‌آیند.
اکثر کوتوکوها مسلمان‌اند. کوتوکوها از طریق تأثیرات فرهنگی که از امپراتوری کانم-بورنو گرفتند به اسلام گرویدند. بسیاری از باورها و آیین‌های سنتی کهن کوتوکوها نیز در میان مسلک اسلامی آنان باقی مانده است.